# Castello Piccolomini (Celano)
Das Castello Piccolomini ist eine gut erhaltene Burg im historischen Zentrum von Celano in der Provinz L’Aquila, die die darunter liegende Fuciner Ebene dominiert und vom Ministerium für Kulturgüter und kulturelle Aktivitäten verwaltet wird; sie gehört zum Polo Museale dell’Abruzzo; in ihr ist das Museo d‘arte sacra della Marsica (dt.: Museum für sakrale Kunst der Marsica) untergebracht.

## Geschichte
Die Stelle, an der heute die Burg aufragt, lässt sich als der Ort auf dem Colle San Flaviano identifizieren, an dem Friedrich II. im Kampf mit dem Thomas, Graf von Celano und Molise, während der Besetzung von 1223 Festungsanlagen errichten ließ. Diese Festungsanlagen bestanden fast sicher nur aus Holz und Erdwerken; jedenfalls manifestieren sie den Beginn dessen, was in den folgenden Jahrhunderten eine solide Festung in dominanter Lage über dem Fuciner See werden sollte.
Der Bau der eigentlichen Burg begann 1392 im Auftrag von Pietro Berardi, Graf von Celano, aber schon vorher, in den Jahren zwischen 1356 und 1380, hatten sein Großvater und sein Vater vorgehabt, den Colle San Flavino zu befestigen, indem sie ein System von Mauern mit rechteckigen Türmen „mit Schild“ errichten und eine Bergfried mit quadratischem Grundriss auf dem Gipfel bauen ließen. Pietro di Celano baute demnach nur das erste Obergeschoss mit viereckigen Ecktürmen bis zum Gesims, wobei er den Bergfried an der Nordostecke integrierte. Er baute auch den Innenhof zwischen die Mauern, indem er sie mit Loggien mit Spitzbogengängen ausstattete, die man heute noch sehen kann.
1451 setzte Lionello Accrocciamuro, der später (nach seiner Heirat mit Jocavella da Celano) Graf von Celano werden sollte, das Werk seines Vorgängers fort, indem er sowohl den äußeren Mauerring mit zwei großen, halbrunden Ecktürmen auf der Nordostseite und eine dreieckige Aufdeckung mit großem, zylindrischem Eckturm zur Zitadelle hin integrierte, als auch das Piano nobile der Burg mit seinem eigenen Wehrgang und vier Ecktürme bis zur heutigen Höhe errichtete. Accrocciamuro kümmerte sich darüber hinaus um die Befestigung des äußeren Mauerrings, indem er ihre Dicke erhöhen ließ, sodass den tödlichen Schießpulverbomben widerstehen konnten, die in diesen Jahren erfunden wurden.

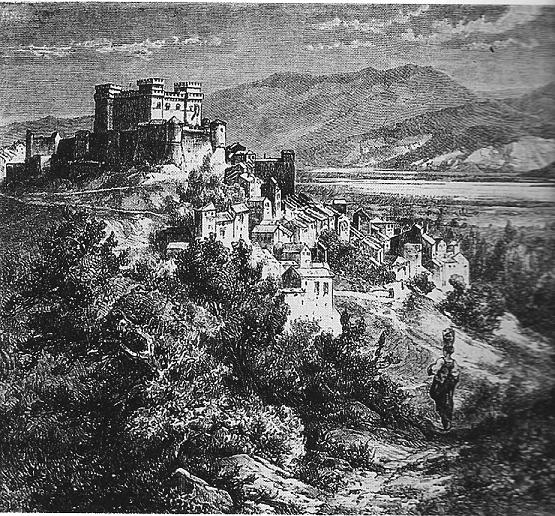
Ansicht von Celano und seiner Burg aus dem 19. Jahrhundert

1463 wurde Antonio Todeschini Piccolomini, der Neffe von Papst Pius II., durch Ferdinand I. von Neapel Graf von Celano. So nahm er wieder den Bau der Burg auf, indem er architektonische Ergänzungen und Verzierungen anbringen ließ, die die Burg in einen befestigten Palast verwandelten. Insbesondere ließ er das zweite Obergeschoss der inneren Loggien mit Spitzbogengängen fertigstellen, die an den Kapitellen mit heraldischen Symbolen der Familie verziert waren: das Kreuz und der Halbmond. Darüber hinaus ließ er mit Architraven versehene Fenster im Renaissancestil öffnen und ließ so mehrere hängende Loggien, gestützt durch wiederum sichtbare Konsolen, schaffen.
Strukturelle Eingriffe wurden dagegen auf den Bastionen des äußeren Mauerrings umgesetzt, wo er zwei zylindrische Türme mit steilen Böschungen bauen ließ, die die alten „Hufeisen“türme integrierten und die Mauern selbst in der Nähe der Türme erweiterten, um die Verteidigung der Eingänge durch die Bereitstellung eines Vortores zu erhöhen.
1591 erwarb Camilla Peretti, die Schwester von Papst Sixtus V., die Grafenehre von den Piccolominis. 1608 ließ Michele Peretti am Bergfried einige Fenster mit einfachen Architraven einbauen. 1647 wurde die Burg in die Revolte von Masaniello verwickelt, wurde von den Revolutionären unter der Führung von Antonio Quinzi aus L’Aquila besetzt und einer langen Belagerung durch die königlichen Truppen unterzogen.
Das Lehen fiel anschließend an Bernardino Savelli und dann an Livia Cesarini, die es an die Grafen Sforza Cesarini weitergab und dann an die Sforza Cabrerà Bovadilla. Aus dieser Zeit stammen die Füllwände aus dem 18. Jahrhundert, die zur Unterstützung der oberen Loggien nach den Erdbeben von 1695, 1706 und 1780 geschaffen wurden. Im Erdgeschoss wurden einige Räume zur Schaffung des feudalen Gefängnisses verwendet.
1892 gehörte das Anwesen dem Marchese Orazio Arezzo aus Celano und danach der Familie Dragonetti aus L’Aquila. Im selben Jahr wurde die Westecke zum provisorischen Sitz des Haftgefängnisses, wogegen die Burg 1893 zum Nationaldenkmal unter dem Schutz des Departments der Schönen Künste des neuen Königreiches Italien erhoben wurde.
Während des schweren Erdbebens, das sich 1915 in der Marsica ereignete, wurde die Burg stark beschädigt; Die Loggien im Innenhof brachen ebenso zusammen, wie einige Gewölbe, alle Dachböden, der Wehrgang und alle Loggien. Es bildeten sich ebenso tiefe Risse in den Ecktürmen, von denen einer, der südöstliche, bis auf seine halbe Höhe zusammenbrach.
Die Restaurierungsarbeiten begannen erst 25 Jahre nach dem Erdbeben im Jahre 1940, nach der Enteignung durch den Staat 1938, wurden aber sofort wegen des Krieges wieder unterbrochen und erst 1960 abgeschlossen, wobei die damals gültige, neue Anti-Erdbeben-Norm zur Anwendung kam.

## Beschreibung
Nach der Restaurierung, in der der alte Zustand getreulich dank eines immensen Repertoires an Fotos wieder hergestellt werden konnte, hat die Burg wieder das Aussehen einer mittelalterlichen Festung mit Verteidigungsfunktion für die Siedlung Celano, wie die Südostansicht bezeugt, die in den vorhergehenden Jahrhunderten als herrschaftliche Renaissanceresidenz umgestaltet worden war.
Der Mauerring ist durch 11 Schildtürme und 5 Rundtürme unterbrochen. Im Inneren tritt man über eine Zugbrücke, die einen Burggraben überspannt, durch zwei Eingänge in die Burg ein, von denen einer durch ein Fallgatter geschützt ist.
Das Hauptgebäude hat einen regelmäßig rechteckigen Grundriss mit vier quadratischen Türmen an den Ecken mit ghibellinischen Zinnen, die einen Innenhof mit Brunnen in der Mitte, der einst mit einem Architrav zur Sammlung von Regenwasser versehen war, schützen. Außen an den vier Türmen ist ein Wehrgang auch mit Zinnen versehen, die es den Wachen erlaubten, jede Seite der Mauer zu kontrollieren. Allerdings lässt der kleine Vorsprung der Türme aus dem Profil des Gebäudes, der keine ausreichenden Flankenschüsse zuließ, erahnen, dass mit Accrocciamuro die alte Verteidigungsfunktion der Festung gegenüber dem prestigeträchtigen Herrenhaus verblasst ist.

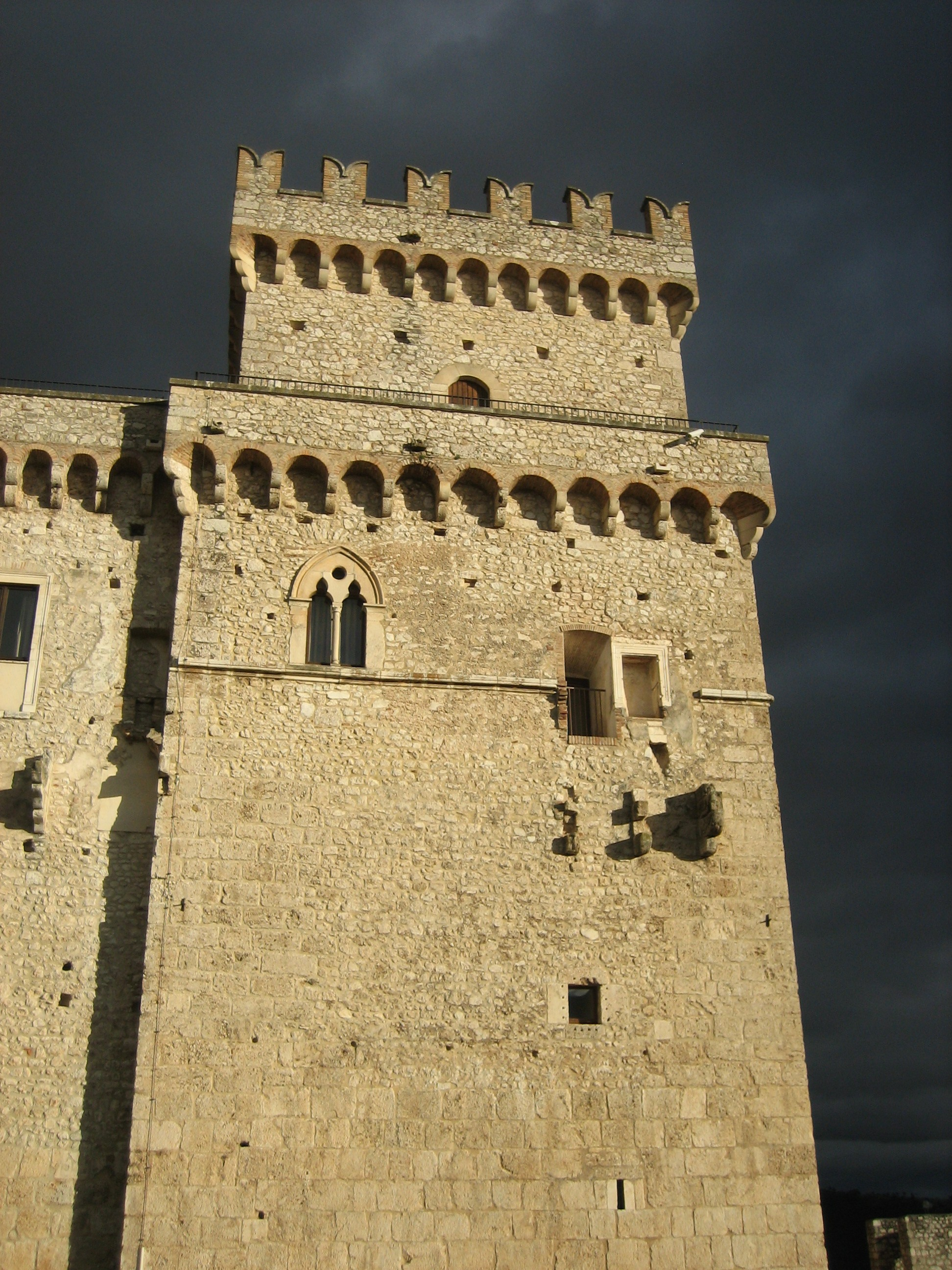
Der Bergfried

Die Umbauung des Innenhofes zeigt sich durch eine für die Renaissance typische Säulenhalle über zwei Stockwerke geschmückt, von denen das untere mit Spitzbögen von breiten, säulenartigen Pfeilern getragen wird und das obere von der doppelten Anzahl an Rundbögen mit kleineren Säulen. Die Säulenhalle, die sich auf alle vier Seiten erstreckt, ist ohne Beispiel in der Region und „kann [laut Carlo Perogalli] als eines der besten italienischen Beispiele seiner Art angesehen werden“.

### Innenräume
Die Innenräume präsentieren sich leer, da die wertvollen Fresken der Gewölbe, die einige Autoren aus dem 19. Jahrhundert beschrieben haben, beim Erdbeben verlorengingen.
Während in 9 Sälen das Museo d’arte sacra della Marsica untergebracht ist, sind die anderen mit Büros der Soprintendenza der Region Abruzzen belegt.